# Silvester Bubanović
Silvester Bubanović (* Oktober 1754 in Pećno, Königreich Kroatien und Slawonien, heute Kroatien; † 14. Juni 1810 in Križevci, Königreich Kroatien und Slawonien, heute Kroatien) war Bischof der griechisch-katholischen Diözese Križevci.

## Leben
Die Priesterweihe wurde Bubanović am 19. März 1778, im Alter von 23 Jahren, gespendet. Mit 41 Jahren erfolgte am 22. September des Jahres 1795 die Ernennung zum Bischof von Križevci. Die feierliche Inthronisation fand am 8. November 1795 statt.